# 早射ちマック
『早射ちマック』（はやうちマック、原題：Quick Draw McGraw）は、1959年から1962年までアメリカ合衆国で放送されていたハンナ・バーベラ・プロダクション制作のテレビアニメ。白馬の保安官・マックが活躍する、西部劇をモチーフにしたコメディ作品である。
番組自体は原題が"The Quick Draw McGraw Show"とあるように、内包アニメとして『ドラ・チュウ助探偵』（原題：Snooper and Blabber）と『パパとチビ助（オギーとダディー）』（原題：Augie Doggie and Doggie Daddy）も放送されており、それぞれのキャラクターがマックらと掛け合いをすることもある。アメリカではケロッグの一社提供で、商品のパッケージに本作の主人公・マックが掲載されていた。

## 登場人物
マック（Quick Draw）
声 - ドーズ・バトラー / 吹き替え - 滝口順平、森功至（VHS版）
白馬の保安官。早射ちを得意とする。正義感は強いが、少々ドジな所がある。悪人退治の際には「怪傑マック」に変身し、ギターを武器に大立ち回りをすることもある。馬のくせに馬にまたがって登場することもある。
ルイ（VHS版ではバーバ）（Baba Looey）
声 - ドーズ・バトラー / 吹き替え - 田辺奈々子、松島みのり（VHS版）
マックの助手を務めるロバ。ソンブレロを被っている。チビ助だが、マックよりしっかり者。
ドラ
声 - ドーズ・バトラー / 吹き替え - 丸山邦彦
ネコの探偵。『ドラ・チュウ助探偵』に登場。
チュウ助
声 - ドーズ・バトラー / 吹き替え - 野村道子
ドラの助手を務めるネズミ。『ドラ・チュウ助探偵』に登場。
パパ
声 - 不明 / 吹き替え - 立川恵三
チビ助
声 - 不明 / 吹き替え - 水垣洋子
ナレーター
声 - ドーズ・バトラー、ヴァンス・コルヴィグ、エリオット・フィールド、ピーター・リーズ、ドン・メシック、ハル・スミス、ダグ・ヤング / 吹き替え - 不明、コロムビア・トップ（VHS版）
- その他(TV版) - 石井敏郎[1]

## 他作品の共演
本作のキャラクターは、他のハンナ・バーベラ・プロ作品のキャラクター集合作品にも登場することがある。
- 『クマゴローの大冒険』（原題：Yogi's Gang）には、クマゴロー率いる冒険団の一員としてマックが登場する。
- 『まんがオールスター おもしろオリンピック』（原題：Laff-A-Lympics）には、クマゴロー率いる「クマゴローチーム」のメンバーとしてマック、ドラ、チュウが登場する。
- 『ハンナ・バーベラ秘宝探検団』（原題：Yogi's Treasure Hunt）には、『どら猫大将』の大将が司令官を務める探検団のメンバーとしてマックが登場する。

## 日本での放送
日本では、1960年11月13日から1961年8月6日までNET（現・テレビ朝日）系列で、1977年10月から1978年3月まで東京12チャンネル（現・テレビ東京）で放送。NET系列では毎週日曜 19:00 - 19:30 （日本標準時）に大商証券（後の新日本証券 → 新光証券 → みずほ証券）の一社提供で放送。東京12チャンネルでは毎週月曜 - 金曜 19:23 - 19:30 に放送されていた。
後にカートゥーン ネットワークでも放送されたが、同局での放送は不定期で、2004年までは7分程度の短編エピソードをおよそ2つずつ放送というかたちを取っていた。